# 秋元うい
秋元 うい（あきもと うい、2010年（平成22年）5月 - ）は、日本の絵本作家。

## 略歴
2010年に秋元祥治の長女として生まれる。父親が2017年に『20代に伝えたい50のこと』を出版したことをきっかけに本を書こうと思い立ち、書き始めた。
2018年9月25日に1作目の絵本『しょうがっこうがだいすき』を自費出版した。その後、2019年4月に学研プラスから絵本として出版され、10万部以上を売り上げた。
2021年3月19日、2作目となる絵本『小学生の私たちが知っているだけで、せかいをかえることができる。』を自費出版。

## 書籍
- しょうがっこうがだいすき（2018年9月25日、自費出版）
- しょうがっこうがだいすき（2019年4月、学研プラス）

## エピソード
- 「うい」という名前は「あなたのことも私のことと考えられる子、一人称が常に『we（私たち）』になるように」と両親が考えてつけた[1][2]。